# 赤山町
赤山町（あかやまちょう）は、埼玉県越谷市の町名。現行行政地名は赤山町一丁目から五丁目。住居表示未実施地区。郵便番号は343-0807。

## 地理
埼玉県の東部地域で、越谷市の南西部に位置する。越谷駅西口一帯にあたり、全域が宅地化している。

## 歴史
- 赤山の名は、赤山城（現川口市赤山）に続く赤山街道が通ることに因む。
- 1966年（昭和41年）9月1日 - 大字越ケ谷、大字四丁野、大字瓦曽根の各一部から赤山町一丁目〜六丁目が成立。
- 2006年（平成18年）8月26日 - 越谷駅西口土地区画整理事業の完了に伴い、赤山町六丁目が赤山本町に変更される。

## 世帯数と人口
2018年（平成30年）3月1日現在の世帯数と人口は以下の通りである。
| 丁目         | 世帯数    | 人口     |
| ------------ | --------- | -------- |
| 赤山町一丁目 | 1,449世帯 | 2,838人  |
| 赤山町二丁目 | 1,435世帯 | 2,904人  |
| 赤山町三丁目 | 1,771世帯 | 4,059人  |
| 赤山町四丁目 | 1,295世帯 | 2,814人  |
| 赤山町五丁目 | 773世帯   | 1,747人  |
| 計           | 6,723世帯 | 14,362人 |

## 小・中学校の学区
市立小・中学校に通う場合、学区（校区）は以下の通りとなる。
| 丁目         | 番地 | 小学校               | 中学校             |
| ------------ | ---- | -------------------- | ------------------ |
| 赤山町一丁目 | 全域 | 越谷市立越ヶ谷小学校 | 越谷市立富士中学校 |
| 赤山町二丁目 | 全域 | 越谷市立越ヶ谷小学校 | 越谷市立富士中学校 |
| 赤山町三丁目 | 全域 | 越谷市立出羽小学校   | 越谷市立富士中学校 |
| 赤山町四丁目 | 全域 | 越谷市立南越谷小学校 | 越谷市立富士中学校 |
| 赤山町五丁目 | 全域 | 越谷市立南越谷小学校 | 越谷市立富士中学校 |

## 交通

### 鉄道
地域内に鉄道駅は敷設されていない。最寄り駅は越谷駅となっている。

### 道路
- 埼玉県道161号越谷川口線
- 四丁野通り

## 施設
- 越谷赤山郵便局
- 越谷税務署
- 越谷警察署赤山交番
- 越谷市立赤山保育所
- 越谷市立赤山第二保育所
- 新越谷病院
- 赤山交流館
- 赤山町一丁目自治会館
- 赤山町二丁目西自治会館
- 赤山町三丁目自治会館
- 赤山町四丁目自治会館
- 赤山町一丁目わくわく公園
- 赤山第二公園
- 赤山町二丁目公園
- 赤山町第三公園
- 赤山町三丁目ふれあい広場
- 赤山児童公園
- ファミリー公園
- ワタナベ学園調理師専門学校 - 三丁目142番地に所在した。閉校後は宅地となっている。